# Ephippus goreensis
Ephippus goreensis är en fiskart som beskrevs av Cuvier, 1831. Ephippus goreensis ingår i släktet Ephippus och familjen Ephippidae. Inga underarter finns listade i Catalogue of Life.